# 張舜臣 (嘉靖乙未進士)
張舜臣（1505年—1567年），字熙伯，號龍岡、又号東沙，山東濟南府章丘縣人，軍籍，明朝政治人物。

## 生平
嘉靖七年（1528年）戊子科山東鄉試第二名舉人。嘉靖十四年（1535年）中式乙未科會試第二百五十一名，登第三甲第四十名進士。授直隶博野县知县，歷官吏部文选司郎中，二十七年正月升太仆寺少卿，二十九年六月蒙古入寇知京师郊外，京师戒严，分命文武大臣防守京城内外，张舜臣与东宁伯焦栋分守安定门。三十一年正月升南京太仆寺卿，十二月改北寺卿，三十二年八月升都察院右佥都御史、提督抚治郧阳，三十三年八月升南京大理寺卿，三十四年十月改北大理寺卿，三十六年四月升户部右侍郎，数日後改任工部，提督大石窝采石。四十一年十一月起复户部左侍郎，四十二年六月升南京都察院右都御史，四十三年闰二月升南京户部尚书，隆慶元年（1567年）五月贈太子少保，賜祭葬。

## 家族
曾祖張恂；祖父張紞，曾任義官；父張燦，曾任義官。前母王氏；母劉氏。具庆下。兄堯臣，省祭官。